# Distretto di Kham Thale So
Il distretto di Kham Thale So (in thailandese: ขามทะเลสอ) è un distretto (amphoe) della Thailandia, situato nella provincia di Nakhon Ratchasima.